# L'Homme qui voit à travers les murailles
L'Homme qui voit à travers les murailles est un roman d'aventures affilié au merveilleux scientifique de l'écrivain français Guy de Téramond publié initialement dans la revue Excelsior du 2 mars au 3 mai 1913. Ce roman narre les aventures d'un homme qui, après avoir reçu un morceau de radium dans l'œil, possède une vision radiographique.

## Intrigue
Lors d'une opération chirurgicale au visage, Lucien Delorme est en contact avec un grain de radium. Il découvre alors qu'il peut radiographier à l'œil nu n'importe quel objet et choisit d'utiliser ses nouvelles facultés au service de la résolution des crimes.

## Autour de l'œuvre
Guy de Téramond s'inspire des travaux des physiciens Friedrich Giesel, Franz Himstedt (de) et Wilibald A. Nagel (de) sur le radium pour constituer l'intrigue de son roman. En effet, ces chercheurs sont parvenus à démontrer qu'en approchant du radium de la paupière d'un aveugle, celui-ci ressentait une sensation lumineuse. L'écrivain s'inscrit ainsi pleinement dans le genre merveilleux-scientifique en extrapolant des progrès médicaux — au cas particulier, l'acquisition d'une vision surhumaine — à partir de véritables recherches scientifiques.
Néanmoins, Guy de Téramond signe une œuvre pessimiste puisque le roman se termine avec la mort du héros principal, causée par les effets nocifs du rayonnement radioactif.

### Éditions françaises
- Excelsior du 2 mars au 3 mai 1913.
- Éditions Tallandier, coll. « Les romans mystérieux », v. 1913.
- Ferenczi & fils, coll. « Les romans de Guy de Téramond » no 14, 1923.
- Éditions SET, coll. « Les meilleurs romans populaires » no XXII, 1928.